# 인도 봉건제

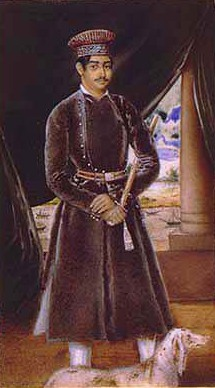
벵골 부르드완 봉토의 자민다르인 메흐타브 찬드(1820-79)

인도 봉건제는 1500년대 무굴 제국까지 인도의 사회 구조를 구성한 봉건 사회를 말한다. 굽타족과 쿠샨족은 인도에 봉건제를 도입하고 실천하는데 중요한 역할을 했으며 봉건제에 의해 제국이 쇠퇴한 사례이다.

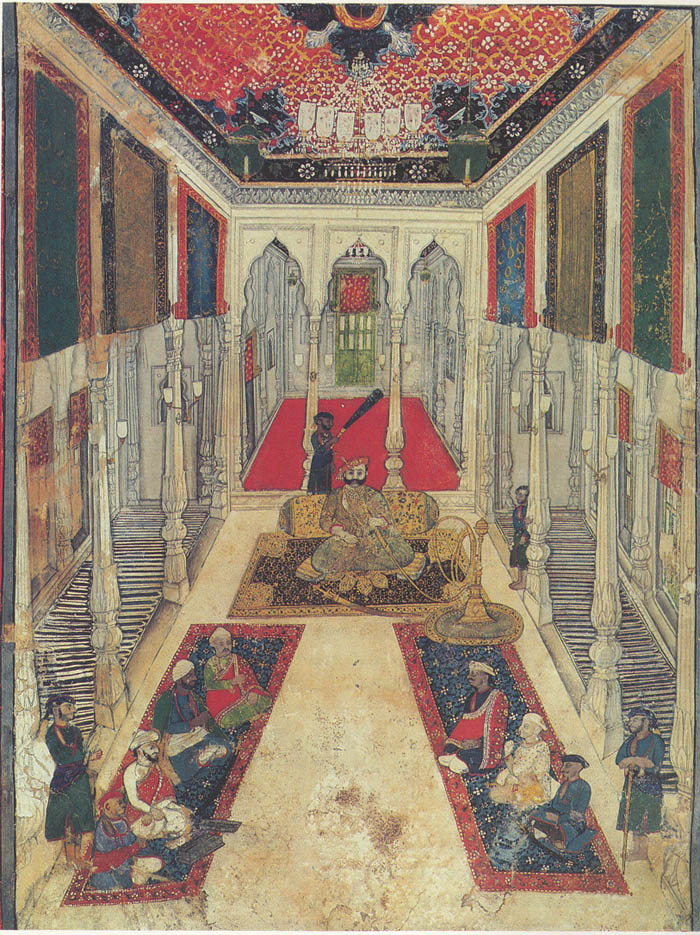
국가의 수장(라자)과 귀족(사르다르, 자기르다르, 이스타무라다르 & 만카리)을 보여주는 마라타 그림.

## 학술 용어로서의 인도 봉건제
인도를 묘사하기 위해 봉건제라는 용어를 사용하는 것은 중세 유럽 기원의 개념을 적용하는데, 이에 따르면 지주 귀족은 군복무의 대가로 왕실의 토지를 소유하고 봉신은 차례로 귀족의 소작인이었으며 농민(농부 또는 농노)은 그들의 영주가 다스리는 영지에 살면서 명목상의 군사적 보호를 받는 대가로 영주에게 충성과 노동, 그리고 생산물의 일부를 제공해야 했다. 봉건제는 중앙 아시아의 쿠샨 제국이 인도를 침공하고 새로운 정책을 도입했을 때 인도에 도입되었을 가능성이 크다. 인도 봉건제라는 용어는 탈루크다르, 자민다르, 자기르다르, 가트왈스, 물라이야트, 사르다르, 만카리, 데시무크, 차우다리 및 사만타를 설명하는데 사용되며, 이러한 체제의 대부분은 인도 아대륙의 독립 이후에 폐지되었다. DD 코샴비와 RS 샤르마는 대니얼 도너와 함께 처음으로 농민들을 인도 역사 연구에 참여시켰다.

## 구조
굽타 시대부터 사만타(봉건 영주 또는 귀족)라는 용어는 봉토를 하사받은 사람들이나 종속된 봉건 통치자들에게 적용되기 시작했다. 복속된 지역에 대한 약한 권력 집행으로 독립이 재개되었고 일부 고위 관리직은 세습되었다. 역사가들 사이에 인도의 봉건제가 진정한 봉건제에 해당하는지 여부에 대한 논쟁이 있는데, 그 이유는 왕, 가신, 농노 사이에 확연한 경제적 계약이 보이지 않았기 때문이다. 그러나 다른 역사가들은 유사성을 봉건제로 설명할 만큼 충분히 중요하다고 주장한다. 본질적인 특징은 권력의 분권화였다. 사만타는 봉급 대신 봉토를 하사받은 관리였으며 계속해서 자신을 통치자의 가신이라고 칭하면서 그 지역의 소유권을 장악하였다. 그들은 수입의 일부를 군주에게 납부하고 대군주를 위한 군대를 제공해야 했다. 이 영주들은 미니어처 왕궁 같은 것을 건설함으로써 종종 왕족의 종주권을 강화하였다. 이것은 권위의 분열과 이슬람 정복에 대한 약한 저항의 원인으로 제안되어 온 교구주의의 성장을 조장했다.

## 지역별 인도 봉건제

### 비하르
인도의 비하르 지역은 봉건주의의 온상이었다. 봉건제는 쿠샨이 인도를 통치할 때 처음 시작되었고 굽타 제국이 북인도를 통치할 때 번성하였다. 봉건 영주는 수십 년 동안 이 지역을 통치했으며, 그 봉건적 성향의 일부는 오늘날까지 잔존한 상태로 남아있다. 그 결과, 오늘날 비하르주는 인도에서 국내총생산(GDP)이 가장 빠르게 성장하는 곳임에도 불구하고 아동 영양실조가 흔하게 발생하고 있다.

### 텔랑가나
도라스와 데쉬무크는 하이데라바드가 합병될 때까지 이 지역을 통치하였다. 그들은 모든 땅을 자신들의 봉토로 지니고 있었으며 모두가 자신의 생산물을 주거나 생계를 유지하기에 겨우 충분한 식량을 제공받았다. 1946년부터 1951년까지 텔랑가나 지역에서 베티 차키리 우드하맘이라고 알려진 봉건 영주를 대상으로 일어난 텔랑가나 반란은 이 지역의 봉건 사회를 보여주는 사례이다. 봉건 영주는 가디라고 하는 높은 요새에 거주하며, 그곳에 들어가기 위해 신발을 가디 문지방에 둔다. 마디가와 다른 하급 계층은 가디나 도라 앞에서 지나갈 경우 신발을 손에 들고 다녀야 했다.
억압받는 사람들이 되풀이하는 유명한 구절은 "나는 당신의 노예, 나의 주인님, 당신의 발에 절합니다(Banchen Dora née Kalmoktha)"이다. 쉬얌 베네갈의 영화 안쿠르와 니샨트는 텔랑가나의 봉건제를 그래픽적으로 묘사하고 있으며, 텔루구어 영화 블록버스터 마 브후미는 봉건 영주의 사회를 보여주고 있다.
텔랑가나의 스리크리슈나 위원회는 그 지역의 토지 경작자들에게 여전히 심한 불의가 존재한다는 조사 결과를 발표했으며, 농부는 다른 지역의 토후가 아니라 텔랑가나의 토후였다고 말한다.

### 케랄라
케랄라에는 중세 체라의 통치와 근대 초기 영국령 인도의 통치 사이에 여러 봉건 국가가 존재하였으며, 이들 중 소규모의 봉건 국가들은 영국의 통치 기간에도 남아 있었다. 봉건 시대 케랄라에서는 크샤트리야, 나이르, 사만타 크샤트리야가 눈에 띄었으며, 이 중 나이르는 전사 계층뿐만 아니라 봉건 계층으로도 활동하였다.

### 마드라스 관구
1799년부터 마드라스 관구(현재의 타밀나두 및 인접 지역)에 여러 자민다르 정착촌이 설립되었으며, 이들 중 가장 큰 정착촌은 아르니, 람나드, 가나푸르 및 시바강가였다. 자민다르 정착촌은 벵골에 설립된 유사한 정착촌을 기반으로 설립되었다. 마드라스의 자민다르 정착촌은 크게 성공하지 못했고 1852년에 소멸하였지만 극소수의 자민다르들은 1947년 인도가 독립할 때까지도 잔존하고 있었다.

### 노스 아르콧
노스 아르콧 지역은 인도가 독립할 때까지 자기르다르의 지배를 받았다. 가장 큰 영지는 데 샤스타 왕가인 아르니의 영지였다. 아르니 영지는 산두르 번왕국보다 컸다.

### 북부 안드라
북부 안드라 지역은 인도가 독립할 때까지 텔라가 도라스의 지배를 받았다. 가장 큰 영지는 진보적이고 계몽적인 성격을 지닌 포샤파티 크샤트리야 씨족 치하에 있던 비지아나그람의 영지였다.

### 라얄라세마
라얄라세마 지역은 인도가 독립할 때까지 아야구루의 지배를 받았다. 가장 큰 영지는 판얌의 영지였다. 비슈바미트라 고트라(Vishvamitra gotra)의 데샤스타 왕조가 통치했으며, 자유주의와 계몽주의적인 성격을 지니고 있었다.

### 비다르바
비다르바 지역의 봉건 영주는 압제적인 통치로 악명이 높았다.

## 같이 보기
- 인도의 부채 속박
- 인도의 카스트 제도
- 파키스탄 봉건제
- 인도 번왕국

## 서지
- R.S. Sharma, Perspectives in Social and Economic History of Early India, paperback edn., (Munshiram Manoharlal, Delhi, 2003). Translated into Hindi, Russian and Bengali. Gujarati, Kannada, Malayalam, Marathi, Tamil and Telugu translations projected.
- R.S. Sharma, Material Culture and Social Formations in Ancient India, (Macmillan Publishers, Delhi, 1985). Translated into Hindi, Russian and Bengali. Gujarati, Kannada, Malayalam, Marathi, Tamil and Telugu translations projected.
- R.S. Sharma, Urban Decay in India (c.300-1000), (Munshiram Manoharlal, Delhi, 1987). Translated into Hindi and Bengali
- R.S. Sharma, Early Medieval Indian Society: A Study in Feudalisation (Orient Longman Publishers Pvt. Ltd., Delhi, 2003)
- R.S. Sharma, India's Ancient Past, (Oxford University Press, 2005, ISBN 978-0-19-568785-9)
- R.S. Sharma, Indian Feudalism (Macmillan Publishers India Ltd., 3rd Revised Edition, Delhi, 2005)
- R.S. Sharma, The State and Varna Formations in the Mid-Ganga Plains: An Ethnoarchaeological View (New Delhi, Manohar, 1996)
- R.S. Sharma, Origin of the State in India (Dept. of History, University of Bombay, 1989)
- R.S. Sharma, Land Revenue in India: Historical Studies, Motilal Banarsidass, Delhi, 1971
- Historiography of Indian Feudalism Towards a Model of Early Medieval Indian Economy, C. A.D. 600-1000, by Vijay Kumar Thakur. Commonwealth Publishers, 1989. ISBN 81-7169-032-7.
- Dora and. Gadi: Manifestation of Landlord Domination in Telangana, I Thirumali, 1992
- Against Dora and Nizam : People's Movement in Telangana 1939-1948, I Thirumali
- "Chillarollu's Defiances in Telangana, 1900-1944" Indian Historical Review, XXII, 1995-1996
- Origin and Growth of Feudalism in Early India: From the Mauryas to AD 650, by Gian Chand Chauhan. Munshiram Manoharlal Publishers, 2004. ISBN 81-215-1028-7.